# Beau Mirchoff

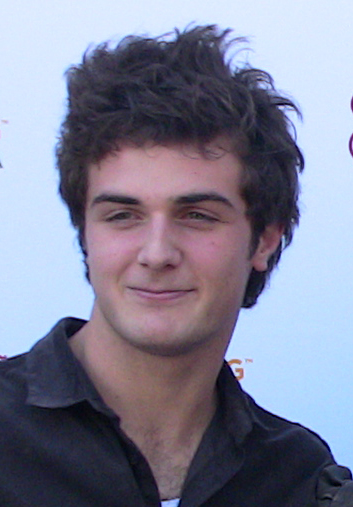
Beau Mirchoff, 2010.

William Beau Mirchoff, född 13 januari 1989 i Seattle, Washington, är en kanadensisk-amerikansk skådespelare, mest känd för huvudrollen som Danny Bolen i den sjätte säsongen av ABC:s Desperate Housewives (2009–2010). Han har också medverkat i filmer som Scary Movie 4 och The Grudge 3. Mirchoff porträtterar Matty McKibben i MTV:s serie Awkward.

## Uppväxt
Beau Mirchoff föddes den 13 januari 1989 i Seattle, Washington. När han var två dagar gammal flyttade familjen från USA till Victoria i British Columbia i Kanada, där han växte upp. Hans far, Bill, är en fotvårdsspecialist från Kalifornien. Hans mor, Kelley, arbetar för Executive Council of British Columbia. Beau har en äldre bror, Lukas (född 15 februari 1985), som spelar och en yngre syster, Raeanna (född 2 april 1992), som var den som fick Beau Mirchoff att börja som skådespelare. Han utbildades på Mount Douglas Secondary School.

## Karriär
Mirchoff fick först uppmärksamhet för sin roll i pjäsen Bubbly Stiltskin. Hans första långfilm var en biroll i Scary Movie 4, där han spelade rollen som Robbie Ryan. Han var en återkommande karaktär i CBC-serien Heartland . Han hade också en ledande roll i The Grudge 3. Mirchoff medverkade i Desperate Housewives , där han spelar rollen som Danny Bolen, mellan 2009 och 2010. Han har en biroll i indiefilmen Secret Life of Dorks. Mirchoff har en roll i MTV-serien Awkward.

## Filmografi (urval)

### TV
- 2007 - Heartland, som Ben Stillman.
- 2009-2010 - Desperate Housewives, som Danny Bolen.
- 2011 - Awkward, som Matty McKibben.

### Film
- 2006 - Scary Movie 4, som Robbie Ryan.
- 2009 - The Grudge 3, som Andy.
- 2011 - The Secret Life of Dorks, som Clark.
- 2009 - Stranger with My Face, som Gordon.

### Fotnoter
1. ↑   'Desperate' books Nordling, Mirchoff, Hollywood Reporter, den 10 juli 2009
2. ↑  ”mtv.com - Ankward”. Arkiverad från originalet den 12 juli 2012. https://web.archive.org/web/20120712130700/http://www.mtv.com/shows/awkward/series.jhtml. Läst 28 november 2011.